# Colby Simmons
Pour les articles homonymes, voir Simmons.
Colby Simmons, né le 16 octobre 2003 à Durango, est un coureur cycliste américain.

## Biographie
Colby Simmons est le frère cadet de Quinn Simmons, lui aussi coureur cycliste. Son père Scott possède une entreprise de construction. Il a grandi dans les monts San Juan, au sud-ouest du Colorado. La famille allait skier en hiver et faire du VTT en été, et passait ses vacances dans les montagnes près de Moab, dans l'Utah,. Colby Simmons est décrit comme un coureur explosif, à l’aise dans les ascensions courtes et doté d'une bonne pointe de vitesse. 
En 2021, il devient champion des États-Unis sur route chez les juniors. La même année, il se classe troisième du Grand Prix Rüebliland, tout en ayant remporté la dernière étape. Il finit également deuxième du Trophée des Flandres, neuvième du Tour du Valromey ou encore quinzième du championnat du monde juniors. Après ses performances, il intègre la réserve de l'équipe Jumbo-Visma en 2022. 
Lors de la saison 2023, il obtient divers accessits dans des courses inscrites au calendrier de l'UCI. Décrit comme un puncheur, il se classe troisième d'une étape du Tour Alsace, quatrième d'une étape de l'Alpes Isère Tour, sixième du Tour de Bretagne, neuvième de Paris-Roubaix espoirs ou encore dix-septième de la Volta Limburg Classic. Dans son pays natal, il devient vice-champion des États-Unis du critérium et de la course en ligne espoirs. Il réalise par ailleurs un bon Tour de Slovaquie au milieu des professionnels en terminant troisième d'une étape au sprint et dix-neuvième du classement général. En juillet 2024, il finit deuxième et meilleur jeune du Tour Alsace.
Après n'avoir pas reçu de contrat de l'équipe World Tour Visma-Lease a Bike, Simmons quitte la structure pour la saison 2025. Il rejoint l'équipe EF Education-Aevolo, la nouvelle équipe de développement de la formation World Tour EF Education-EasyPost. En mars, en Grèce, il se classe troisième du Tour international de Rhodes et septième du Visit South Aegean Islands. Le 31 mars, il est officiellement promu au sein l'équipe EF Education-EasyPost. Il est aligné d'entrée sur deux classiques Monuments, où il est 94e du Tour des Flandres et 108e de Paris-Roubaix.

## Palmarès et résultats

### Par année
- 2019
  -  Champion des États-Unis du critérium juniors (15-16 ans)[9]
- 2021
  -  Champion des États-Unis sur route juniors (17-18 ans)
  - 3e étape du Grand Prix Rüebliland
  - 2e du Trophée des Flandres
  - 3e du Grand Prix Rüebliland
- 2023
  - 2e du championnat des États-Unis sur route espoirs
  - 2e du championnat des États-Unis du critérium
- 2024
  - 2e du Tour Alsace
  - 3e du championnat des États-Unis sur route espoirs
  - 3e du championnat des États-Unis de gravel
- 2025
  - 3e du Tour international de Rhodes
  - 3e du championnat des États-Unis du critérium

### Classements mondiaux
| Année                                 | 2022  | 2023  | 2024 |
| ------------------------------------- | ----- | ----- | ---- |
| Classement mondial                    | 1556e | 1085e | 751e |
| UCI America Tour                      | 228e  | 135e  | 86e  |
|                                       |       |       |      |
| Légende : nc = non classéSource : UCI |       |       |      |